# Олєйнікова Євгенія Сергіївна
Євге́нія Сергі́ївна Олє́йнікова (* 1994) — українська плавчиня, переможниця й призерка першостей світу та Європи.

## З життєпису
Срібна призерка Чемпіонату світу з підводного швидкісного плавання-2011 (Годмезевашаргей), естафета 4×3000 м.
Срібна призерка Чемпіонату Європи з підводного швидкісного плавання-2012 (Ліньяно-Сабб'ядоро) — естафети 4×3000 м та 4×2000 м.
Срібна призерка Чемпіонату світу з підводного швидкісного плавання-2013 (Казань), естафета 4×3000 м.
На Чемпіонаті Європи з підводного швидкісного плавання-2014 (Ліньяно-Сабб'ядоро) здобула срібло — змішана естафета 4×2000 м, та бронзову нагороду — 800 м.
Чемпіонка Чемпіонат світу з підводного швидкісного плавання-2015 — змішана естафета 4×2000 м, бронза призерка на дистанціях 800 м та 1500 м.
На Чемпіонаті світу з підводного швидкісного плавання-2016 (Волос) здобула срібні нагороди — дистанції 800 м, 1500 м та змішана естафета 4×2000 м.
Чемпіонат світу з підводного швидкісного плавання-2018 відзначила срібними нагородами на дистанціях 800 і 1500 метрів й перемогла в змішаній естафеті 4×2000 м.